# پگی هلمز
پگی هلمز (انگلیسی: Peggy Holmes؛ زادهٔ ۱ ژانویهٔ ۱۹۵۰) کارگردان فیلم، و طراح رقص اهل ایالات متحده آمریکا است.
از فیلم‌ها یا برنامه‌های تلویزیونی که وی در آن نقش داشته‌است می‌توان به شعبده‌بازی اشاره کرد. وی همچنین برندهٔ جوایزی همچون جوایز امی ساعات پربیننده شده‌است.